# Juniorvärldsmästerskapen i orientering
Juniorvärldsmästerskapen i orientering hade premiär 1990. Sen dess blev det årligen evenemang runt om Europa var mest topp medtävlare befinner sig. År 2007 arrangerades tävlingen även i Australien.

## Tävlingar
| År   | Datum                 | Plats                          |
| ---- | --------------------- | ------------------------------ |
| 1990 | 7–12 juli             | Älvsbyn, Sverige               |
| 1991 | 7–13 juli             | Berlin, Tyskland               |
| 1992 | 7–13 juli             | Jyväskylä, Finland             |
| 1993 | 7–10 juli             | Kastelruth, Italien            |
| 1994 | 12–16 juli            | Gdynia, Polen                  |
| 1995 | 9–12 juli             | Horsens, Danmark               |
| 1996 | 8–14 juli             | Govora, Rumänien               |
| 1997 | 7–13 juli             | Leopoldsburg, Belgien          |
| 1998 | 13–18 juli            | Reims, Frankrike               |
| 1999 | 5–11 juli             | Varna, Bulgarien               |
| 2000 | 9–15 juli             | Nové Město na Moravě, Tjeckien |
| 2001 | 9–15 juli             | Miskolc, Ungern                |
| 2002 | 7–14 juli             | Alicante, Spanien              |
| 2003 | 7–12 juli             | Põlva, Estland                 |
| 2004 | 5–11 juli             | Gdańsk, Polen                  |
| 2005 | 11–16 juli            | Tenero-Contra, Schweiz         |
| 2006 | 2–7 juli              | Druskininkai, Litauen          |
| 2007 | 7–15 juli             | Dubbo, Australien              |
| 2008 | 30–6 juli             | Göteborg, Sverige              |
| 2009 | 6–11 juli             | Trentino, Italien              |
| 2010 | 4–10 juli             | Ålborg, Danmark                |
| 2011 | 3–8 juli              | Wejherowo, Polen               |
| 2012 | 8–13 juli             | Košice, Slovakien              |
| 2013 | 30 juni–6 juli        | Hradec Králové, Tjeckien       |
| 2014 | 22–27 juli            | Borovets, Bulgarien            |
| 2015 | 4–10 juli             | Vinje, Norge                   |
| 2016 | 10–18 juli            | Engadin, Schweiz               |
| 2017 | 9–16 juli             | Tammerfors, Finland            |
| 2018 | 8–15 juli             | Kecskemét, Ungern              |
| 2019 | 6–12 juli             | Silkeborg, Danmark             |
| 2020 | framflyttad till 2021 | Kocaeli, Turkiet               |
| 2021 | 5–10 september        | Kocaeli, Turkiet               |
| 2022 | 11–16 juli            | Aguiar da Beira, Portugal      |
| 2023 | 2–9 juli              | Baia Mare, Rumänien            |
| 2024 | 30 juni-6 juli        | Plzeň, Tjeckien                |
| 2025 | 28 juni-4 juli        | Trentino-Alto Adige, Italien   |
| 2026 | 29 juni–4 juli        | Karlskrona, Sverige            |

## Medaljstatistik
Till och med JVM 2019 28 olika länder vann någon typ av medalj. Topp tio presenteras i tabell nedan.
| Nr | Nation   | Guld | Silver | Brons | Totalt |
| -- | -------- | ---- | ------ | ----- | ------ |
| 1  | Sverige  | 45   | 57     | 34    | 136    |
| 2  | Finland  | 32   | 30     | 38    | 100    |
| 3  | Norge    | 32   | 24     | 27    | 83     |
| 4  | Schweiz  | 28   | 15     | 30    | 73     |
| 5  | Danmark  | 17   | 13     | 12    | 42     |
| 6  | Tjeckien | 16   | 25     | 17    | 58     |
| 7  | Ryssland | 15   | 8      | 13    | 36     |
| 8  | Polen    | 6    | 6      | 4     | 16     |
| 9  | Ungern   | 4    | 2      | 3     | 9      |
| 10 | Rumänien | 4    | 0      | 1     | 5      |

### Fotnoter
1. ↑  ”Event information: Junior World Orienteering Championships” (på engelska). IOF. https://eventor.orienteering.org/Events/Show/5396. Läst 20 augusti 2019.
2. ↑  ”Event information: Junior World Orienteering Championships 2019” (på engelska). IOF. https://eventor.orienteering.org/Events/Show/5523. Läst 20 augusti 2019.
3. ↑  ”Event information: Junior World Orienteering Championships 2020” (på engelska). IOF. https://eventor.orienteering.org/Events/Show/5834. Läst 20 augusti 2019.
4. ↑  ”Event information: Junior World Orienteering Championships 2022” (på engelska). IOF. https://eventor.orienteering.org/Events/Show/6107. Läst 20 augusti 2019.
5. ↑  ”Event information:Junior World Orienteering Championship 2023” (på engelska). https://eventor.orienteering.org/Events/Show/6495. Läst 27 juni 2025.
6. ↑  ”Event information: Junior World Orienteering Championships 2024”. https://eventor.orienteering.org/Events/Show/7239. Läst 27 juni 2025.
7. ↑  ”Event information: Junior World Orienteering Championships 2025”. https://eventor.orienteering.org/Events/Show/7524. Läst 27 juni 2025.